# フルカウント (アパレル)
株式会社フルカウントは、日本のアパレルメーカー。
フルカウント（FULLCOUNT LIMITED）は、大阪市発祥のデニムを中心としたアパレルメーカーであり、日本の高級ヴィンテージジーンズ（デニム）のブランドである。1990年代に、アメリカ製ジーンズの1940年代から1950年代の製品が「ヴィンテージ」として日本で人気となるが、その風合いを再現した「レプリカ」製造の先駆け。

## 概要
1992年、辻田幹晴の創業時はジーンズのみの展開であったが、現在ではシャツやカットソーなどのカジュアルウェアから帽子、ベルトなどのアクセサリーも手がける総合服飾ブランドとなっている。

## 商品
創業者の辻田は、「理想のジーパンを再現のため人生を賭けてきた」と語る経営者であり、「頑固なデニム愛好者」。フルカウント設立後、理想のデニム生地の開発費500万円も、自身の所有「お宝デニム」売却で捻出したほどのコレクターだった。
デニム愛好者の原点は、中学生で大阪アメリカ村の古着店で勧められたリーバイスジーンズ501に魅了され、大阪府立清水谷高等学校で「勉強や部活より古着店巡りの日々」を過ごしたこと。級友から「基本的にデニムをはいている人」と言われ、買い物をアドバイスするようになり、結果、近畿大学を中退して、職業としてデニム業界を選んだ。飲食店や広告会社を経て、客として通っていた大阪・梅田の古着店「Lapine（ラ・ピーヌ）」（1971年創業）に勤める。
1991年（平成3年）ラ・ピーヌ店長の山根英彦のエヴィスジーンズ立ち上げに参画。翌1992年「普通にはけるジーンズを作りたい」とエヴィスから独立し、「フルカウント」ブランドを設立した。
フルカウントのジーンズは、素材に高級なジンバブエ産の綿花を100％使用。繊維を傷つけぬよう手摘みされており、軽く細長く丈夫な糸となる。色も白く自然な色で染まるため、糸にダメージを与える化学薬品の前処理は不要。結果、履き心地の良さと耐久性、肌へのなじみやすさと、色落ちの良さを両立させることに成功した。生地に織り上げる織機も、あえて現在は製造されていない半世紀以上前の織機。辻田が織物会社を説得し、旧式の織機に戻してもらい生産している。こだわりぶりについて、朝日新聞は「そこまでやるかの水準」と表現している。
フルカウント設立直後、1940年代から1950年代のアメリカ製ジーンズが「ビンテージ」として日本で人気となり、その風合いを再現した「レプリカ」も大ブームに。フルカウントは、その先駆けとして脚光を浴びる。
1998年（平成11年）には、初の海外展示会を、靴デザイナーのミハラヤスヒロらと共同でフランスのパリ市で開催。以後、ヨーロッパでもフルカウントの知名度が急上昇。爆発的に売れて年商20億円に成長も「勘違い」し規模を急拡大。結果、在庫と借金を抱えて、2008年ごろ倒産寸前に。辻田自身も腎臓がんとなり、「ほんま、どん底でした」。
手術後の2010年、中国上海市で開催のデニムイベントに出席。この後に会社の業績が好転した。同業のウエアハウス、エヴィスジーンズ、ステュディオ・ダ・ルチザン、ドゥニーム(DENIME)と5ブランドを併せて、海外ファッション業界から「OSAKA FIVE」と呼ばれている。
2022年9月にはブランド創設30周年を記念したイベント(FULLCOUNT 30th Anniversary Party)を開催。

## 店舗
取扱店は国内112店舗、海外20ヶ国65店舗、そのほか東京都渋谷区の直営店「FULLCOUNT TOKYO SHOP」、大阪市中央区のショールーミングストアと、オンラインショップがある。